# Escíloro
Escíloro fue un rey escita de finales del siglo II a. C. Fue hijo y padre de rey, pero la relación entre su dinastía y la precedente es discutida. Su reino abarcaba desde el río Dniéper y el estrecho de Kerch hasta la parte norte de la península de Crimea, donde se encontraba su capital, Neápolis escita.

## Biografía
Escíloro dominó una parte de Táurica y se hizo con la actividad comercial de la ciudad de Olbia, lo que le permitió acuñar su propia moneda. Con el fin de obtener ventaja contra la ciudad enemiga de Quersoneso, se alió con el pueblo sármata de los roxolanos. En respuesta, la ciudad de Quersoneso forjó una alianza con Mitrídates VI, rey del Ponto. Escíloro fue muerto durante la guerra contra Mitrídates, un conflicto crucial por el control de las llanuras del Ponto (Mar Negro). Poco después de su muerte, los escitas fueron derrotados por Mitrídates (ca. 108 a. C.). Tuvo un hijo que le sucedió, Palaco. Padre o hijo, fueron enterrados en un mausoleo en Neápolis escita, lugar de enterramiento que estuvo en uso entre aproximadamente los años 100 a. C. y 100.